# حدل (المحفد)

تعديل مصدري - تعديل

حدل هي إحدى قرى عزلة المحفد بمديرية المحفد التابعة لمحافظة أبين، بلغ تعداد سكانها 183 نسمة حسب تعداد اليمن لعام 2004.